# جينيفر إدواردز
جينيفر إدواردز (بالإنجليزية: Jennifer Edwards)‏ (و. 1957  م) هي كاتبة سيناريو، وممثلة تلفزيونية، وممثلة أفلام أمريكية، ولدت في لوس أنجلوس.

## وصلات خارجية
- جينيفر إدواردز على موقع IMDb (الإنجليزية)
- جينيفر إدواردز على موقع ألو سيني (الفرنسية)
- جينيفر إدواردز على موقع ميوزك برينز (الإنجليزية)
- جينيفر إدواردز على موقع أول موفي (الإنجليزية)
- جينيفر إدواردز على موقع قاعدة بيانات الأفلام السويدية (السويدية)
- جينيفر إدواردز على موقع قاعدة بيانات الفيلم (الإنجليزية)
- جينيفر إدواردز على موقع كينوبويسك (الروسية)